# 缢身长蝽属
缢身长蝽属（学名：Artemidorus）为室翅长蝽科的一个属。

## 下属物种
本属包括以下物种：
- Artemidorus myrmecodes Bergroth, 1918
- Artemidorus noctis Distant, 1903
- Artemidorus ornatus Distant, 1903
- 缢身长蝽 Artemidorus pressus Distant, 1903
- Artemidorus sobrinus Distant, 1903